# Вулканска ерупција
Вулканска ерупција је назив за избацивање лаве, пирокластичног материјала (пепео, лапили, вулканске бомбе и вулкански блокови) и разних гасова из вулкана.
Лава је назив за магму ван Земљине унутрашњости. Брзина кретања лаве на површини зависи од њеног састава. Киселе лаве спорије се крећу од базичних. Температуре изливене лаве крећу се између 950°-1300 °C. Оне се брзо хладе и на температурама 600°-700 °C почињу да очвршћавају и прелазе у стеновиту масу. 
Пирокластични материјал, вулканска прашина, вулкански пепео, песак, лапили и вулканске бомбе представљају чврсту масу вулканских ерупција. Потичу од матичних стена или од охлађене лаве. Вулкански пепео представља главну масу чврстих продуката вулканских ерупција.
Гасовите масе заступљене су воденом паром (60-99%) (изузетак код извесних вулкана), сумпор-водоником, сумпордиоксидом, хлороводоником, угљенмоноксидом, угљендиоксидом, амонијаком, метаном и водоником. Метан и водоник су запаљиви гасови и узрок појаве пламена при вулканским ерупцијама. Гасови су апсорбовани претежно у киселим, теставим лавама и налазе се под великим притиском.
Постоји неколико типова вулканске ерупције које су класификовали вулканолози. Они се често називају по познатим вулканима који су ерумпирали, односно догађајима који су дали пример за класификацију. Неки од вулкана за време своје активности показују само један карактеристични тип ерупције, док други могу у једном еруптивном догађају показати карактеристике више њих.
Постоје три главне поделе вулканских ерупција.
- Према месту, вулканске ерупције деле се на:
  - субакватичне - емисије лаве директно у воду или доспевање површинских лава у воду. Преовлађује ефузивна активност, док су експлозивне могуће на дубинама мањим од 2160 метара у случају слатке, или 3150 метара у случају слане воде. Карактеристична је неексплозивна фрагментација и њени продукти, као што су пилоу лаве и хијалокластити. Преовлађује базично-интермедијарни састав магме, ређи су кисели продукти;
  - субаерске - широк је распон типова активности и продуката. Ефузивна и експлозивна активност зависне су од састава лаве и других фактора. Код ефузивне активности присутна је и неексплозивна фрагментација, услед неједнаког хлађења лаве;
  - подземне „ерупције“ - дајкови, неправилни пробоји, криптодоме и сл. Заступљена је хидраулична фрагментација и хидротермална активност. Продукти су везани за системе образовања рудних лежишта.
- Према облику вулканског центра, ерупције се деле на:
  - централне - класични вулкани. Често су линеарно распоређени индивидуални центри. Нема правилности према саставу магме. Различит је волумен емитоване лаве, односно величина структуре;
  - линеарне - волумен магме је углавном велики, а велика је и снага ерупције. Преовлађује базични састав магме;
  - ареалне - велики волумен и велика снага ерупције. Далеко је преовлађујући базични састав магме.
- Према типу, вулканске ерупције се деле на:
  - изливне - кохерентни продукти и вулканокластити настали неексплозивном фрагментацијом. Магме садрже мало волатила. По саставу продуката, преовлађују магме базичног састава. Различита је литологија продуката и волумен емитоване лаве, односно облици и величина структура;
  - експлозивне - магме са пуно волатила. Присутна је експлозивна фрагментација и пирокластични продукти. Према пореклу воде, све експлозивне вулканске ерупције деле се на: магматске (које садрже само магматску воду), фреатомагматске (садрже мешавину магматске и атмосферске воде) и фреатске ерупције (које садрже само атмосферску воду). Према експлозивности, експлозивне вулканске ерупције деле се на (од најслабијих ка најјачим): хавајске, стромболске, вулканолошке, субплинијске, суртсејанске, фреатоплинијске, плинијске и ултраплинијске ерупције.

## Типологија
Вулканске ерупције могу бити критеријум у типологији вулкана. На основу карактера избаченог вулканског материјала при вулканским ерупцијама могу се издвојити три основна типа вулкана:
- лавични
- гасни и
- мешовити.

Лавични вулкани поглавито еруптирају лаву са мало гасова. Репрезентативни примери овог типа су вулкани Изалко у Сан Салвадору, Сангај у Еквадору, вулкани Курилских острва (Авачи, Заварицки) итд.
Гасни вулкани одликују се искључивим ерупцијама гасова које имају експлозивни карактер. Код ерупције таквих вулкана нема изливања лаве. Гасни вулкани су Мон Пеле на острву Мартинику, Суфријер на острву Сент Винсенту, Шивелуч и Саричев на Камчатки итд.
Мешовити вулкани су најбројнији. Њима припада највећи број вулкана на Земљи. Ови вулкани истовремено еруптирају гасове, лаву и велике количине пирокластичног и растреситог вулканског материјала.
Механизам рада вулкана, карактер вулканских ерупција и трајање активног периода вулканског рада одражавају се на спољашњи облик вулкана и њихову морфоструктуру. На основу ових особености издвајају се следећи типови вулканских ерупција: стромболски, волканолошки, хавајски, везувски, пелешки и бандајсански.
Стромболски тип вулканске ерупције добио је име према вулкану Стромболи на Липарским острвима. Карактеристике овог типа су честе експлозије које се ритмички понављају, знатна количина избаченог пирокластичног материјала и ритмичко издизање и спуштање лаве у вулкану са ретким изливањем.
Волканолошки тип добио је назив према Волкану који се такође налази на Липарским острвима. Његове одлике су споро изливање теставе лаве која се брзо хлади и ствара чеп у гротлу вулкана. Стварање чепа изазива нагомилавање лаве и гасова испод њега све до момента када се он распрскава уз експлозију и изливање лаве.
Хавајски тип ерупције одликује ретко изливање лаве која, када се излије, тече брзином речног тока стварајући лавичне потоке дугачке десетинама километара. Ерупције су мирне и не одликују се избацивањем пепела и бомби. Карактеристични су водоскоци лаве, високи и до 1000 m, који избијају из ујезерене лаве у гротлу вулкана. Овај тип ерупције добио је назив по вулканима са Хавајских острва.
Везувски тип (према вулкану Везуву) карактеришу дуги периоди мировања које прекидају грандиозне и пустошне ерупције. Ерупције се одликују снажним експлозијама, избацивањем пројектованог материјала и изливањем лаве.
Пелешки тип носи назив према вулкану Мон Пеле на Мартинику. Овај вулкан карактеристичан је по стеновитој игли од стврднуте лаве која се истискује из њега. Игла на овом вулкану достигла је висину од 375 m, а ширину од 100 m, али се касније срушила. Тип се карактерише ерупцијама врелих гасова и водене паре, сумпорводоника и угљендиоксида у виду облака црних од пепела и песка.
Бандајсански тип добио је назив према јапанском вулкану Бандај-сан. Ово типу припадају неке од најразорнијих ерупција у историји као што су ерупције Кракатауа (1883. године) и Катмаја (1912. године). Оне су искључиво разорне, силовите без појављивања лаве, уз огромно нагомилавање чврстих, растреситих вулканских маса (нарочито пепела).